# Joseph Williams (duchowny)
Joseph Andrew Williams (ur. 2 maja 1974 w Minneapolis) – amerykański duchowny katolicki, biskup pomocniczy Saint Paul i Minneapolis w latach 2022-2024, biskup Camden od 2025 (od 2024 biskup koadiutor tej diecezji). 

## Życiorys
Święcenia kapłańskie przyjął 28 maja 2002 i został inkardynowany do archidiecezji Saint Paul i Minneapolis. Pracował jako duszpasterz parafialny (od 2008 na terenie rodzinnego miasta). W 2018 został także wikariuszem biskupim dla wiernych hiszpańskojęzycznych.
10 grudnia 2021 papież Franciszek mianował go biskupem pomocniczym Saint Paul i Minneapolis ze stolicą tytularną Idassa. Sakry udzielił mu 25 stycznia 2022 arcybiskup Bernard Hebda. 21 maja 2024 ten sam papież przeniósł go na urząd biskupa koadiutora Camden. 17 marca 2025 został biskupem diecezjalnym Camden, po przyjęciu przez papieża rezygnacji biskupa Dennisa Sullivana. 